# نيكيتا شابالكين
نيكيتا شابالكين (بالروسية: Шабалкин, Никита Алексеевич) مواليد 9 أكتوبر 1986 في فلاديقوقاز، روسيا، هو لاعب كرة سلة روسي. بدأ مسيرته الاحترافية في سنة 2004. يبلغ طوله 6 قدم 9 بوصة (2.1 م). حقق المركز الثالث في بطولة أمم أوروبا لكرة السلة 2011. اعتزل اللعب في 2013.

## المسيرة الاحترافية
لعب مع نادي سسكا موسكو لكرة السلة في الدوري الروسي في موسم 2005–2006، ثم لعب مع خيمكي من سنة 2007 إلى 2009، ثم لعب مع زينيت سانت بطرسبرغ في الدوري الروسي في موسم 2009–2010، ثم لعب مع نادي دينامو موسكو لكرة السلة في موسم 2010–2011، ثم لعب مع لوكوموتيف كوبان في الدوري الروسي من سنة 2011 إلى 2013، ثم لعب مع نادي يونيكس قازان لكرة السلة في سنة 2013.

## سجل المنافسة
شارك في المنافسات التالية:
- بطولة أمم أوروبا لكرة السلة 2007
- بطولة أمم أوروبا لكرة السلة 2011

## الميداليات
| الميدالية | المسابقة                         |
| --------- | -------------------------------- |
| برونزية   | بطولة أمم أوروبا لكرة السلة 2011 |

## روابط خارجية
- نيكيتا شابالكين على موقع الاتحاد الدولي لكرة السلة (الإنجليزية)
- نيكيتا شابالكين على موقع الدوري الأوروبي لكرة السلة (الإنجليزية)
- نيكيتا شابالكين على موقع كرة السلة الأوروبية.كوم (الإنجليزية)
- نيكيتا شابالكين على موقع ريلجم (الإنجليزية)
- نيكيتا شابالكين على موقع بروبوليرز (الإنجليزية)
- نيكيتا شابالكين على موقع سبورتس رفرنس (الإنجليزية)